# Редін Петро Олексійович
Редін Петро Олексійович (нар. 9 січня 1957) — учений-мовознавець, автор підручників з української мови для вищої школи, педагог. Кандидат філологічних наук (1989), доцент (1982). Заслужений працівник освіти України (2015).

## Навчання
1979 р. закінчив філологічний факультет Харківського державного університету імені М. О. Горького (нині — національний університеті імені В. Н. Каразіна) за спеціальністю «Філолог. Викладач української мови та літератури».

## Професійна діяльність
Після студентської лави за розподілом працював учителем української мови та літератури в Ізюмській середній школі № 5 Харківської області.
1981 р. на запрошення завідувача кафедри української мови Харківського державного педагогічного інституту імені Г. Сковороди (нині — національний педагогічний університет імені Г. С. Сковороди) доктора філологічних наук, професора Л. А. Лисиченко почав викладацьку діяльність на філологічному факультеті. Працював на посадах викладача, старшого викладача, заступника декана, доцента, професора кафедри української мови, читав курси «Фразеологія української мови», «Історія української мови», «Старослов'янська мова», «Діалектологія» та ін.
Із 1998 р. й до сьогодні очолює кафедру української мови Харківського регіонального інституту державного управління Національної академії державного управління при Президентові України.

## Наукова діяльність

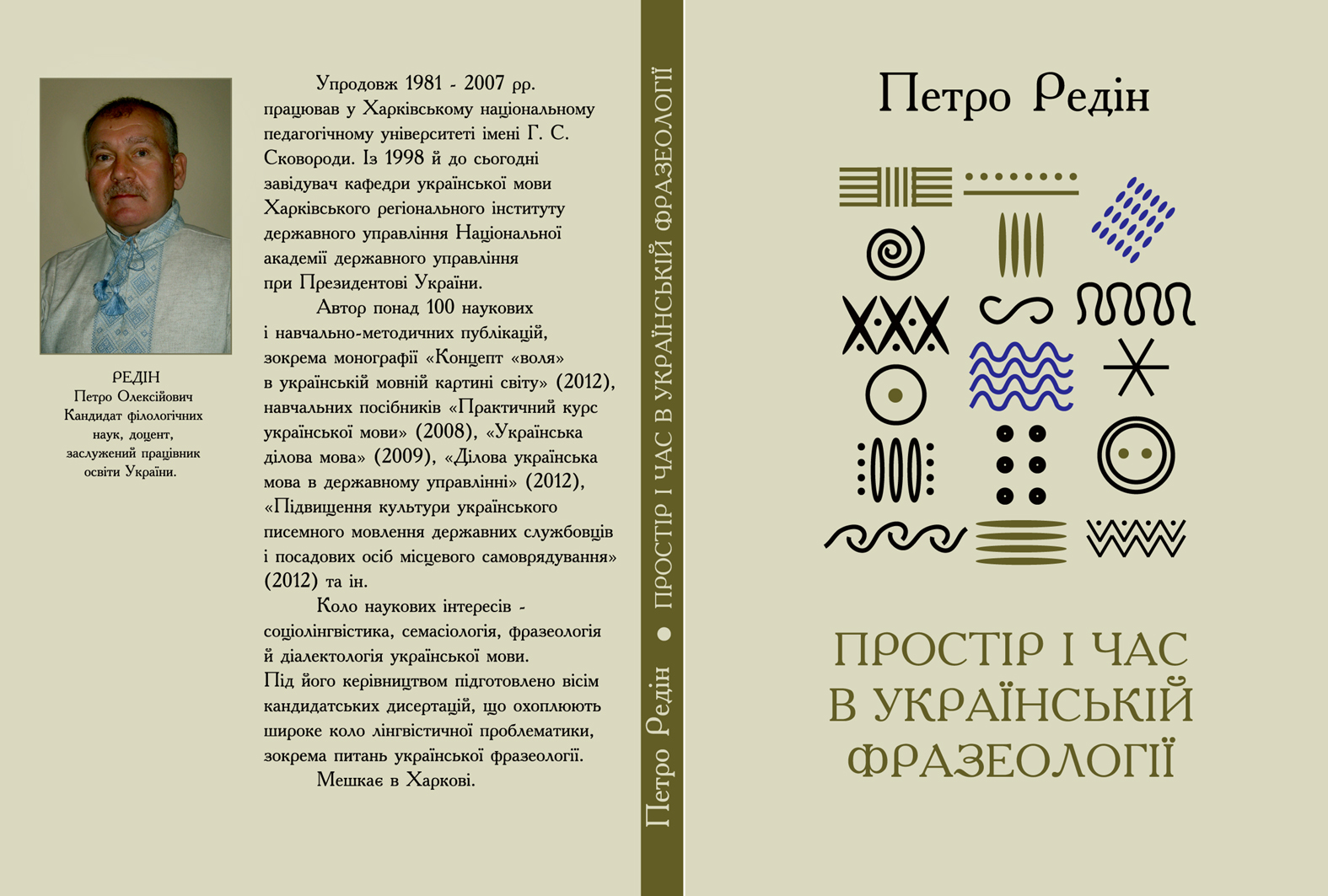
Обкладинка монографії Редіна «Простір і час в українській фразеології»

Коло наукових інтересів — фразеологія, діалектологія української мови, семасіологія, соціолінгвістика.
1989 р. захистив кандидатську дисертацію на тему «Фразеологізми з просторовим і часовим значенням у сучасній українській мові», ставши одним із фундаторів ідеографічної фразеології в українському мовознавстві. Його кандидатська дисертація виявилася «тим дослідженням, що не просто засвідчує певну наукову зрілість дослідника, а справляє дійсно суттєвий вплив на подальший розвиток певної наукової галузі» .
Під керівництвом П. О. Редіна підготовлено вісім кандидатських дисертацій з фразеології та лексикології української мови за спеціальністю 10.02.01 — українська мова.
Із 1995 й до сьогодні активно розробляє проблематику, пов'язану з державною мовною політикою, зокрема у сфері державної служби та місцевого самоврядування.
Автор понад 100 наукових і навчально-методичних публікацій, основними з-поміж яких є:
- Семантична характеристика фразеологізмів із значенням часу / П. О. Редін // Українське мовознавство. — К., 1987. — Вип. 14. — С. 8–14.
- Фразеологізми з просторовим значенням / П. О. Редін // Культура слова. — К., 1987. — Вип. 33. — С. 51–54.
- Шляхи підвищення ефективності підготовки вчителя-словесника: метод. рекомендації викладачам філол. фак-тів пед. ін-тів / П. О. Редін, Л. А. Лисиченко, М. Ф. Гетьманець, О. П. Єфимець. — К. : РНМК Міносвіти УРСР, 1987. — 42 с.
- Фразео-семантичне поле простору в українській мові / П. О. Редін // Лінгвістичні дослідження: міжвузівськ. зб. наук. пр. — Х., 1988. — С. 45–50.
- Детерминация фразеологической семантики в художественном тексте / П. А. Редин // Структурно-семантический и стилистический анализ художественного текста: сб. науч. тр. — Х., 1989. — С. 66–68.
- О разграничении фразеологической синонимии и вариативности / П. А. Редин // Семантика и прагматика языковых единиц: сб. науч. тр. — Х., 1991. — С. 48–50.
- Фразеологізми із значенням часу, мотивовані циклічністю в межах доби / П. О. Редін // Лінгвістичні дослідження: міжвузівськ. зб. наук. пр. — Х., 1992. — Вип. 2. — С. 41–47.
- Синонімо-антонімічний мікроблок фразеологізмів із значенням «близько / далеко» / П. О. Редін, З. А. Гузенко // Лінгвістичні дослідження: міжвузівськ. зб. наук. пр. — Х., 1992. — Вип. 2. — С. 75–78.
- Типи системних зв'язків фразеологічних одиниць у мові / П. О. Редін // Мовознавство. — 1994. — № 4–5. — С. 50–52.
- Проблема ідеографічного опису української фразеології / П. О. Редін // Лінгвістичні дослідження: наук. вісник. — Х., 1997. — Вип. 3. — С. 175—177.
- Тематико-ідеографічний аналіз фразеологічного корпусу як наукова проблема / П. О. Редін // Засоби навчальної та науково-дослідної роботи: зб. наук. пр. — Х. : ХДПУ, 1998. — Вип. 5. — С. 110—119.
- Ідеографічний опис багатозначних фразеологізмів з назвами людей / П. О. Редін, Н. В. Щербакова // Вісник Харк. ун-ту. — 1998. — № 408. Актуальні питання сучасної філології. — С. 24–26.
- Про найменування культових споруд у сучасній українській мові / П. О. Редін, Н. В. Піддубна // Сучасна українська богословська термінологія: від історичних традицій до нових концепцій: матеріали Всеукр. наук. конф. — Львів, 1998. — С. 251—257.
- Культура мови державного службовця: навч. посіб. / П. О. Редін, Л. А. Лисиченко, Г. І. Гамова, І. В. Тимченко [та ін.]. — Х. : УАДУ (ХФ), 2000. — 156 c.
- Фразеологічне значення у семантичній системі мови / П. О. Редін // Лінгвістичні дослідження: міжвузівськ. зб. наук. пр. — Х., 2000. — Вип. 3. — С. 123—127.
- Функціонально-семантичне поле темпоральності в українській мові / П. О. Редін // Лінгвістичні дослідження. — Х. : ХДПУ, 2000. — Вип. 5. — С. 72–78.
- Вивчення державної мови як чинник формування національної управлінської еліти / П. О. Редін // Зб. наук. пр. Укр. Акад. держ. упр. при Президентові України: у 6 ч. — Х. : УАДУ ХФ, 2001. — Ч. VI: Державне управління та місцеве самоврядування. — С. 11–13.
- Культура мови державного службовця: навч. посіб. / Л. А. Лисиченко, П. О. Редін, Г. І. Гамова, І. В. Тимченко ; за ред. П. О. Редіна. — 2-ге вид. — Х. : ХарРІ УАДУ, 2002. — 120 с.
- Мовна ситуація в Україні та шляхи її стабілізації в умовах становлення громадянського суспільства / П. О. Редін // Матер. наук.-практ. конф. за міжнар. участю (30 трав. 2001 р., Київ). — К. : Вид-во УАДУ, 2001. — Т. 2. — С. 294—296.
- Проблема визначення семантичної структури фразеологізму / П. О. Редін // Лінгвістичні дослідження. — 2002. — Вип. 8. — С. 58–62.
- Фразеологізація субстантивних термінологічних сполучень зі значенням часу / П. О. Редін // Лінгвістичні дослідження. — Х., 2002. — Вип. 10. — С. 78–82.
- Новий погляд на фразеологічну символіку / П. О. Редін // Лінгвістичні дослідження. — Х., 2006. — Вип. 20. — С. 175—176.
- Державна мовна політика в Україні: проблеми та перспективи / П. О. Редін // Демократичні стандарти професійного навчання та діяльності публічних службовців: теорія, практика: міжнар. наук.-практ. конф. (22 березня 2007 р., Львів). — Львів, 2007. — Ч. 2. — С. 286—289.
- Асистемність фразеологізму як мовної одиниці / П. О. Редін // Слово. Думка. Людина: зб. наук. пр. із актуальних проблем лінгвістики. — Х., 2008. — С. 216—220.
- Концепт «час» і його відображення в мовній системі / П. О. Редін // Verba Magistri: Мовознавство. Літературознавство. Журналістикознавство. Педагогіка. Методика: зб. наук. пр. — Х. : ХНУ, 2008. — С. 177—183.
- Практичний курс української мови: навч. посіб. / П. О. Редін. — Х. : Магістр, 2008. — 200 с.
- Структурні особливості репрезентації волі-бажання в мовній картині світу українського народу (синтагматичні зв'язки лексеми воля) / П. О. Редін, О. О. Яцкевич // У вимірах слова: зб. наук. пр. — Х. : ХНУ, 2009. — С. 121—131.
- Українська ділова мова: навч. посіб. / П. О. Редін, В. М. Терещенко. — Х. : Магістр, 2009. — 256 с.
- Діалекти української мови / П. О. Редін // Енциклопедія державного управління: у 8 т. Т. 5 : Територіальне управління. — Х. : Магістр, 2011. — С. 81-83.
- Лінгвокомунікативний аспект смислової інтерпретації тексту / П. О. Редін // Лінгвістичні дослідження. — Х., 2012. — Вип. 34. — С. 105—107.
- Ділова українська мова в державному управлінні: навч. посібник / П. О. Редін, В. М. Терещенко. — Х. : Магістр, 2012. — 232 с.
- Концепт «воля» в українській мовній картині світу: монографія / П. О. Редін, О. О. Яцкевич. — Х. : Вид-во ХарРІ НАДУ «Магістр», 2012. — 264 с.
- Підвищення культури українського писемного мовлення державних службовців і посадових осіб місцевого самоврядування: навч. посіб. / П. О. Редін. — Х. : Вид-во ХарРІ НАДУ «Магістр», 2013. — 254 с.
- Комунікація / П. О. Редін // Освіта дорослих: енциклопед. словн. / за ред. В. Г. Кременя, Ю. В. Ковбасюка ; Нац. акад. держ. упр. при Президентові України. — К. : Основа, 2014. — С. 193—194.
- Концепція державної мовної політики / П. О. Редін // Освіта дорослих: енциклопед. словн. / за ред. В. Г. Кременя, Ю. В. Ковбасюка ; Нац. акад. держ. упр. при Президентові України. — К. : Основа, 2014. — С. 199—200.
- Простір і час в українській фразеології [Текст]: монографія / П. О. Редін ; передмова В. М. Терещенка ; уклад. покажч. Н. В. Піддубна, В. М. Терещенко, Н. В. Щербакова. — Х. : «Друкарня Мадрид», 2017. — 160 с.

## Громадська діяльність
Із 1997 р. — співпрацює із Колеґією Патріарха Мстислава.
Із 2005 р. — член Харківської обласної координаційної ради з питань всебічного розвитку і функціонування української мови.

## Звання, відзнаки
Заслужений працівник освіти України (2015).
Дипломант конкурсу «Вища школа Харківщини — кращі імена» (2012, 2018).
Нагороджений почесними грамотами:
- Національної академії державного управління при Президентові України (2001, 2005, 2014);
- Харківської обласної державної адміністрації (2006, 2008); Харківської обласної ради (2012);
- Департаменту науки і освіти Харківської обласної державної адміністрації (2014);
- Харківського регіонального інституту державного управління Національної академії державного управління при Президентові України (2008, 2010);
- Харківського національного педагогічного університету імені Г. С. Сковороди (2007).